# Cantonul Ustaritz-Vallées de Nive et Nivelle
Cantonul Ustaritz-Vallées de Nive et Nivelle este un canton francez din departamentul Pyrénées-Atlantiques.

## Istorie
Un nou decupaj teritorial al departamentului Pyrénées-Atlantiques a intrat în vigoare în 2015. Acesta a fost definit prin decretul din 25 februarie 2014, în aplicarea legilor din 17 mai 2013 (legea organică 2013-402 și legea 2013-403).
Cantonul Ustaritz-Vallées de Nive et Nivelle este format din comunele fostelor cantoane Ustaritz (6 comune), Espelette (2 comune) și Saint-Jean-de-Luz (1 comună). Acesta este complet inclus în arondismentul Bayonne, iar centrul cantonal se află la Ustaritz.

## Compoziție
- Ustaritz (reședință)
- Ahetze
- Ainhoa
- Arbonne
- Arcangues
- Ascain
- Bassussarry
- Saint-Pée-sur-Nivelle
- Sare

## Date demografice
În 2021, cantonul avea 33.648 locuitori, înregistrând o creștere cu +8,64% față de 2015 (Pyrénées-Atlantiques: +3,43%, Franța fără Mayotte: +5,44%).